# Forzo
De Forzo is een stortbeek in Piëmont, Italië. Het is een zijrivier van de Soana. Haar loop ligt volledig binnen het grondgebied van de gemeente Ronco Canavese; de omtrek van haar stroomgebied is 37 km.
De beek ontspringt in de gemeente Ronco Canavese net onder de Colle di Bardoney (2.833 m) en daalt in zuidoostelijke richting waarbij het zijn eerste belangrijke zijrivier ontvangt (de Pisone) tussen de gehuchten Boschiettera en Boschietto. Bij het dorp Forzo wordt de vallei breder, maar de oriëntatie blijft constant tot de samenvloeiing met de Soana, vlakbij het gehucht Bosco op 870 m hoogte.
De stroom en het stroomgebied liggen bijna volledig binnen de grenzen van het nationaal park Gran Paradiso.